# Snelheidsbegrenzer
Een snelheidsbegrenzer is een voorziening in voertuigen die de maximale snelheid reguleert.
In Nederland is een snelheidsbegrenzer verplicht voor brom- en snorfietsen, elektrische fietsen en brommobielen. De maximumsnelheid is 45 of 25 km/h.
Hoewel ook voor personenauto's een absolute maximumsnelheid geldt, is een snelheidsbegrenzer voor deze voertuigen niet verplicht. Tot 1 januari 2005 was in Nederland voor vrachtwagens met een maximummassa van meer dan 12 000 kg en voor autobussen met een maximummassa van 10 000 kg een snelheidsbegrenzer verplicht. Na deze datum is deze verplichting uitgebreid tot lichtere vrachtwagens en bussen tussen de 3500 en 12 000 respectievelijk 10 000 kg.
Door de begrenzer wordt de snelheid automatisch beperkt tot ongeveer 90 km/h, hoewel de maximumsnelheid voor vrachtwagens en bussen in Nederland 80 km/h is, tenzij sprake is van een T100-bus, waarvoor een maximumsnelheid van 100 km/h geldt. In België is de maximumsnelheid globaal 90 km/h op de snelwegen en 60 km/h op resterende wegen.
Sinds 1 juni 2006 zijn in België ook de voertuigen met een MTM van meer dan 3,5 ton verplicht om uitgerust te zijn met een snelheidsbegrenzer.
Er zijn uitzonderingen voor voertuigen van de categorie M3, N3 en N2 die voor 1 oktober 2001 in België waren ingeschreven en nog enkele andere.
België voldoet hiermee aan de Europese regelgeving, namelijk aan de richtlijn 2004/11 van 11 februari 2004.
Voor personenauto's is nog geen (verplichte) snelheidsbegrenzer beschikbaar. Een aantal fabrikanten van snelle auto's bouwt wel een vrijwillige begrenzing op 250 km/u in.
Wereldwijd zijn er wel experimenten gedaan naar de mogelijkheden om een begrenzing in te bouwen die afhankelijk is van de ter plaatse geldende maximumsnelheid. Dergelijke systemen worden ISA-systemen (Intelligente snelheidsaanpassing) genoemd. Deze intelligente snelheidsbegrenzer houdt rekening met de plaats waar gereden wordt, en kan bij verschillende geldende snelheidslimieten begrenzen.
De ISA-systemen kunnen als volgt worden ingedeeld:
- De open variant: Dit is een variant waarbij de bestuurder alleen wordt geattendeerd op het overschrijden van de geldende snelheidslimiet
- De half-open variant: Dit is een variant waarbij het de bestuurder lastig wordt gemaakt de geldende snelheidslimiet te overschrijden, bijvoorbeeld door middel van een tegenwerkend gaspedaal
- De gesloten variant: Bij deze variant is het voor de bestuurder onmogelijk de geldende snelheidslimiet te overschrijden.

Een ISA-systeem zou kunnen bijdragen aan een verhoging van de verkeersveiligheid, toename van het reiscomfort en een verlaging van de kans op boetes.